# Cornelis Houtman (Theologe)
Cornelis Houtman (Kurzname: Cees Houtman; * 6. April 1945 in Bodegraven) ist ein niederländischer evangelischer Theologe und war Professor für Altes Testament an der Protestantisch-Theologischen Universität in Kampen.

## Leben und Werk
Cornelis Houtman wurde als Sohn des gleichnamigen reformierten Pfarrers Cornelis Houtman und seiner Frau Neeltje Mak geboren. Nach Abschluss des Studiums 1970 an der Vrije Universiteit Amsterdam wurde er dort 1974 mit der Dissertation De hemel in het Oude Testament. Een onderzoek naar de voorstellingen van het oude Israël omtrent de kosmos unter seinem Doktorvater Nicolaas Herman Ridderbos promoviert. Im Anschluss war er wissenschaftlicher Mitarbeiter an der Freien Universität, bis er 1990 als Nachfolger von Edward Noort zum Professor für Altes Testament an die Protestantisch-Theologische Universität Kampen berufen wurde. 1993–1997 war er Rektor der Universität in der Funktion eines Dekans. Houtman wurde 2006 emeritiert.
Nachdem er sich akademisch zunächst mit dem biblischen Weltbild beschäftigt hatte, nahm die Erforschung des Pentateuch einen breiten Raum ein. Seine Darstellung der Forschungsgeschichte zum Pentateuch (1980 niederländisch, 1994 deutsch) mündete in einer Auswertung, in der er die Grundannahmen der traditionellen Literarkritik als nicht plausibel darstellte. Beim Buch Deuteronomium sei von einer „gut gelungenen Pseudepigraphie“ auszugehen und der Pentateuch sei als Ergebnis „einer kombinierten Fragmenten-, Ergänzungs- und Kristallisationshypothese“ Mitte des 6. Jahrhunderts vor Christus wohl von einem einzelnen Autor als Teil des großen Geschichtswerks Genesis bis 2. Könige verfasst worden. Höhepunkt seiner Arbeit am Buch Exodus (1984–2002) war ein vierbändiger Kommentar sowie ein Kommentar zum Bundesbuch. Seine Exegese zeichnet sich durch philologische Sorgfalt aus und bezieht die frühe Rezeptionsgeschichte ein. Houtman war bis 2006 Sekretär und bis 2022 Mitglied im Redaktionsteam der Kommentarreihe Historical Commentary on the Old Testament.
In mehreren Artikeln (1980–1994 und 2001) untersuchte er niederländische Bibelübersetzungen und warb für eine moderne kommunikative Bibelübersetzung. Ab den 1980er Jahren erschienen biografische Artikel über niederländische Alttestamentler, vor allem im sechsbändigen Biografisch Lexicon voor de Geschiedenis van het Nederlandse Protestantisme, dessen Redaktionsvorsitzender er 1999–2006 für Band 5 und 6 war. Ab Ende der 1990er Jahre rückte zusehends die Rezeptionsgeschichte des Alten Testaments in den Fokus, nicht nur in der Antike, sondern auch in der erbaulichen Literatur des 19. Jahrhunderts sowie in Film, Musik und bildender Kunst. Die Monografien über die Wirkungsgeschichte der Erzählungen von Jiftach (1999) und Simson (2004) entstanden in Zusammenarbeit mit seinem späteren Nachfolger Klaas Spronk (* 1957). Houtmans Interesse an einer christlichen Hermeneutik des Alten Testaments entfaltete er 2006 in dem Werk De Schrift wordt geschreven. Darin grenzte er sich gegen ein orthodoxes Schriftverständnis ab und betonte die Vielstimmigkeit der Bibel und die Notwendigkeit der Aktualisierung und Neuinterpretation. Seit 2006 wandte er sich fast ausschließlich kirchengeschichtlichen Themen zu, besonders der Auslegungsgeschichte des Alten Testaments ab dem 18. Jahrhundert.
Er ist seit 1968 mit Johanna Maria Houtman-ter Hoeve verheiratet und hat mit ihr fünf Kinder.

## Schriften
Im Folgenden werden alle Monografien aufgeführt, jeweils die übersetzten Fassungen. Alle wissenschaftlichen Artikel bis 2005 werden in seiner Festschrift genannt, die Artikel seit 2006 auf Houtmans Homepage.
- Nederlandse vertalingen van het Oude Testament. Hun ontstaan, karakter en ontvangst. Boekencentrum, ’s-Gravenhage 1980, ISBN 978-90-239-0531-8.
- Wereld en tegenwereld. Mens en milieu in de bijbel / mens en milieu en de bijbel. Ten Have, Baarn 1982, ISBN 90-259-4220-2.
- Exodus 1. Een praktische bijbelverklaring. [1,1–15,21] (= Tekst en toeliching). Kok, Kampen 1988, ISBN 90-242-3394-1.
- Het altaar als asielplaats. Beschouwingen over en naar aanleiding van Exodus 21:12–14 (= Kamper cahiers. Band 70). Kok, Kampen 1990, ISBN 90-242-3250-3.
- Der Himmel Im Alten Testament. Israels Weltbild und Weltanschauung (= Oudtestamentische studiën. Band 30). Brill, Leiden 1993, ISBN 978-90-04-09690-5.
- Exodus. Chapters 1:1–7:13. Band 1 (= Historical Commentary on the Old Testament). Peeters, Leuven 1993, ISBN 978-90-242-6213-7.
- Der Pentateuch. Die Geschichte seiner Erforschung neben einer Auswertung (= Contributions to Biblical Exegesis and Theology. Band 9). Peeters, Leuven 1994, ISBN 90-390-0114-6.
- Exodus. Chapters 7:14–19:25. Band 2 (= Historical Commentary on the Old Testament). Peeters, Leuven 1996, ISBN 978-90-242-6194-9.
- Exodus 2. Een praktische bijbelverklaring. [15,22–40,38] (= Tekst en toeliching). Kok, Kampen 1997, ISBN 90-242-9282-4.
- Das Bundesbuch. Ein Kommentar (= Documenta Et Monumenta Orientis Antiqui. Band 24). Brill, Leiden 1997, ISBN 978-90-04-10859-2.
- Een wellustige en valse vrouw? Over een intrigerende „affaire“ in Schrift en uitleg. Kok, Kampen 1998, ISBN 978-90-242-9347-6.
- Overtuigd van de relevantie van de Schrift. Jan Leunis Koole als theoloog en exegeet (= Kamper Oraties. Band 12). Theologische Universiteit, Kampen 1998, ISBN 90-73954-32-0.
- Exodus. Chapters 20–40. Band 3 (= Historical Commentary on the Old Testament). Peeters, Leuven 2000, ISBN 978-90-242-6234-2.
- Exodus. Supplement. Band 4 (= Historical Commentary on the Old Testament). Peeters, Leuven 2002, ISBN 90-429-1126-3.
- Meer dan boeiend. Simson in twee poses (= Kamper Oraties. Band 27). Theologische Universiteit, Kampen 2003, ISBN 90-73954-68-1.
- Mit Klaas Spronk: Ein Held des Glaubens? Rezeptionsgeschichtliche Studien zu den Simson-Erzählungen (= Contributions to Biblical Exegesis and Theology. Band 39). Peeters, Leuven 2004, ISBN 90-429-1555-2.
- De Schrift wordt geschreven. Op zoek naar een christelijke hermeneutiek van het Oude Testament. Meinema, Zoetermeer 2006, ISBN 978-90-211-4130-5.
- Mit Klaas Spronk: Jefta und seine Tochter. Rezeptionsgeschichtliche Studien zu Richter 11,29–40 (= Altes Testament und Moderne. Band 21). Lit, Berlin 2007, ISBN 978-3-8258-0846-4.
- Bijbelse geschiedenis herverteld. Woord en beeld – Vraag en antwoord. Groen, Heerenveen 2010, ISBN 978-90-5829-993-2.
- Kinderkerk en kinderpreek. Geloofsopvoeding in het negentiende-eeuwse protestantse Nederland. Groen, Heerenveen 2013, ISBN 978-90-8897-077-1.
- Weerloos voor de rechtbank van de rede. De Bijbel en het vrije denken in Nederland 1855–1955. Verloren, Hilversum 2015, ISBN 978-90-8704-541-8.
- Klaas van Belkum, godsdienstonderwijzer te Leeuwarden. Negentiende-eeuws propagandist van de Hervorming en Inwendige Zending (= Reformatorische Stemmen. 2019/1). Ten Willem de Zwijgerstichting, Baarn 2019, ISBN 978-90-72462-65-7.
- De selfmade dominee als auteur. Zesentwintig portretten uit de lange negentiende eeuw. Walburg Pers, Zutphen 2022, ISBN 978-94-6249-869-3.
- Kerst, Pasen en Pinksteren in zondagsschoolboekjes en andere negentiende-eeuwse lectuur voor de jeugd. EON Pers, Amstelveen 2022, ISBN 978-90-77246-98-6.